# Legino
Légino (Lese o Lêze in ligure) è un quartiere situato nella periferia ovest della città di Savona e che si estende in parte in pianura e in parte in collina, sul confine naturale con il comune di Quiliano. Secondo un'ipotesi da avvalorare avanzata in anni passati, il nome della località di Legino, deriverebbe molto probabilmente dal termine «loghìn» o «leghìn», indicante la presenza di “piccoli laghi”: infatti anticamente le terre poste in prossimità dei rii Molinero, Galletto e Quattro Stagioni che attraversano questa zona, sarebbero state caratterizzate dalla presenza di acquitrini e vaste zone paludose.

## Geografia fisica
L'abitato è situato nella valle del rio Molinero, un rivo torrentizio che sgorga sulle alture della Conca Verde in località Canaiella - Cascina Serea, tra il Monte Curlo e il Monte Ciuto ad un'altezza di 300 m s.l.m. e poco sotto la strada per Cadibona.
Dal fitto bosco di macchia mediterranea, il ritano scende veloce attraverso il quartiere che si estende dalle colline lungo la vallata fino alla costa.
Il Molinero pur avendo una modestissima portata d'acqua, proprio per i suoi stretti e ripidi declivi e i numerosi rivi che vi confluiscono, si è più volte fatto notare per le sue piene improvvise durante forti piogge, che possono provocare seri problemi.
L'ultima alluvione avvenne nel 1993 e causò diversi danni.
Il territorio, per la sua conformazione prettamente collinare, raccoglie lungo le parecchie vallette diversi reflui piovani che scaricano direttamente in mare. Degne di citazione sono la valletta di S.Cristoforo e quella di S.Antonio.
In tempi geologici antichi la piana alluvionale era un insieme di lagune e paludi, miste tra il pantano e la macchia mediterranea.
Legino si affaccia sul mare con un'ampia e sabbiosa spiaggia, verso Nordest lungo tutto il suo lato inferiore dalla Valletta S.Antonio al confine con le Fornaci in zona Crocetta, e verso Sudovest fino al rio Quattro Stagioni al confine con Zinola.
Oggi la spiaggia è la terza di Savona per importanza ed estensione, dopo quelle del Prolungamento a mare e delle Fornaci. Anche se diversi stabilimenti balneari la occupano, su di essa si trovano le più estese spiagge libere della città.
Lo spartiacque a Nord segna il confine sulla collina detta della Rocca di Legino fino alla Strà, con il quartiere di Mongrifone e l'apice di Monte Curlo a 393 m s.l.m. Segue ad ovest fino a Monte Ciuto a 420 m s.l.m. (la cima più alta) dove è sito il forte militare omonimo, costruito dai Sabaudi alla fine del XIX secolo.
Dalla parte opposta dello spartiacque, nella Conca Verde in zona Passo Paolino sotto il monte Curlo, si intersecano diverse mulattiere di una certa importanza storica, oggi declassate a sentieri naturalistici a due passi dalla città e dal mare. Dalla parte Est del Passo si scende fino a raggiungere le frazioni del Maschio e di Montemoro, sulla strada provinciale nº 29 del colle di Cadibona, mentre dal versante Ovest del passo si scende verso Legino attraversando ameni e suggestivi paesaggi.
Seguendo la strada a tutta costa della Conca Verde, che dalla Strà prosegue verso l'abitato di Cadibona (Quiliano), il confine gira poi a Forte Ciuto, scendendo verso Vado Ligure e Quiliano. Sormonta la collina di Passeggi (Quiliano) a Nordovest e prosegue ad Ovest fino alla località Madonna del Monte a 163 m s.l.m., dove è sita l'omonima chiesa sede del Santuario degli Sportivi. Da lì i confini finiscono a Sudovest nei pressi della località Bricchetti (Zinola), per ridiscendere verso il mare lungo il Rio Quattro Stagioni, sempre in direzione di Vado Ligure.

## Storia
La storia di Legino ha certamente radici antiche, secondo molti studiosi l'origine della contrada si può forse far risalire al progetto di pianificazione territoriale del municipio romano di Vada Sabatia. Secondo l'opinione del noto studioso e archeologo Nino Lamboglia, il piccolo centro abitato di epoca romana riportato sulla Tabula Peutingeriana con il nome di Vicus Virginis
 sarebbe coinciso proprio con la località di Legino.
Ipotesi, questa, corroborata dalla scoperta in anni recenti di un'antica necropoli nei pressi del Rio Molinero e dei resti di un insediamento di età romana sulla collina dominante il Rio Quattro Stagioni.

### Le origini
Le origini certe di Legino sono pressoché sconosciute: di sicuro era un piccolo centro rurale ed agricolo, abitato fin dai tempi più antichi da tribù di Liguri Sabazi e posto sulla direttrice mare/monti che si incontrava seguendo la litoranea, poiché si estendeva su una diramazione del tracciato dell'importante Via Aemilia Scauri costruita dai Romani nel 109 a.C., importante strada di collegamento che da Tortona e Acqui raggiunge la costa a ponente di Savona, attraversando la pianura vadese, che col risistemato antico tracciato costiero protostorico chiamato Via Aurelia e a seguito dei lavori di ristrutturazione per opera di Augusto nel 13 a.C. e i nuovi restauri in età adrianea (124 d.C.), che la fanno proseguire lungo la Riviera di Ponente per raggiungere i centri della Gallia Narbonense modifica il suo nome in Via Julia Augusta diventando di fatto la via principale di collegamento tra Roma e il confine estremo italico con la Gallia.
Legino fa parte di quella articolata pianificazione per Vicus (Vici) che circondavano la sede principale di Vada Sabatia (Vado Ligure); sotto il nome del più importante di questi il Vicus Virginis ("Vico Delle Vergini") ricordato nella Tabula Peutingeriana, indagini toponomastiche ne avrebbero localizzato la sede nella conca di Legino, perciò Legino e Quiliano essendo attraversati dalla Via Aemilia Scauri diventano centri importanti.
L'origine del nome romano Vicus Virginis non è certa, nemmeno il significato stesso, molto probabilmente era legato alle pratiche pagane della fertilità e del culto della terra, di origine celto-gallica, dove le donne vergini erano un simbolo.
Forse in un passato precedente al dominio Romano ed alla successiva cristianizzazione dei popoli, non sono da escludere da parte delle tribù liguri locali, riti propiziatori di offerta delle stesse vergini per immolazione idolatrice agli dei della terra, ignota la funzione ed il metodo, che poteva anche essere sacrificale come già documentato in altre zone europee.
La diramazione in oggetto della via Emilia, doveva transitare grossomodo presso la Chiesa di San Pietro in Carpignano oggi nel comune di Quiliano sotto la collina di Passeggi, tra Quiliano e Zinola per poi attraversare la valle del Molinero e Legino fino poi raggiungere scavalcando le colline della Strà l'abitato di Savona.
Lo storico Furio Ciciliot ipotizza attraverso i suoi studi, tenendo conto sempre delle scarse verifiche archeologiche operate, che un tratto di muro presente lungo la cinta della Chiesa di S.Anastasia costituiva proprio la spalletta di un antico ponte romano posto su questa via di collegamento.  
Tra l'altro esiste un altro muro con simili fattezze poco più distante nella zona del rio Molinero davanti alla sede della scuola edile di Savona in Via Molinero, che testimonierebbe la presenza di costruzioni romane in quel luogo.
Sebbene vi siano poche deposizioni del periodo precedente l'anno Mille, le quali attestino dati certi sulla storia del quartiere, si può denotare che lungo il corso del rio Molinero, furono accasati numerosi gruppi di persone già in epoca preromana. Ciò risultò dagli studi fatti alla fine del secolo XIX dall'Università di Genova. Da questi studi si scoprì che i resti di quell'edificio in pietra lungo il Rio in zona Bricco, oggi all'imbocco della via omonima, sotto il ponte dell'Autostrada A10 Sv-Ge, altri non fossero che quelli della già citata chiesa di S.Anastasia, con eventuale convitto, costruita tra il 750 d.C. e l'800 d.C., sui ruderi di una precedente costruzione pagana romana.
Nei dintorni, sui campi coltivati, furono ritrovati resti umani sepolti, quanto rimaneva probabilmente di un cimitero forse ancora più antico e preromano, testimonianza delle genti che abitavano lungo la valle e sulle colline del Bricco e della Valcada. Tra la prima metà degli anni sessanta e il 1970, numerose testimonianze di quel periodo storico, andarono distrutte durante gli scavi e la costruzione dell'Autostrada A10 Genova-Ventimiglia che attraversa quei luoghi con enormi viadotti e gallerie.
Recenti rinvenimenti a seguito di piene del rio Molinero durante l'anno 2009 hanno portato alla luce alcune tombe di epoca tardo imperiale..

### La Villa Possedimento della Famiglia Pertinace
Tra il 2006 ed il 2012, un ingente intervento edile nell'area ortiva che caratterizza la piana di Legino a ridosso della Colletta Sotto Il Monte, ha permesso poi l'effettuazione di una serie di indagini archeologiche preventive: relazione di rischio archeologico, ricognizione di superficie, indagini georadar, analisi geoarcheologiche e realizzazione di quasi 50 carotaggi a estrazione.
I dati restituiti dagli studi specialistici hanno evidenziato un'alta presenza di materiali archeologici, che hanno portato alla realizzazione di sondaggi stratigrafici preliminari, dallo scavo sono immediatamente emersi notevoli quantità di materiali ceramici e tessere musive che preludevano, a nemmeno un metro dal piano di campagna, al ritrovamento di due vani databili tra il I a.C. e il I d.C.
La recente scoperta di un insediamento romano a Legino riguarda, sicuramente, l'imperatore ligure, Publio Elvio Pertinace, nato ad Alba Pompeia, ma il cui padre, Publio Successus, era di Vada Sabatia. 
Pertinace era un imperatore romano il cui regno durò soltanto 87 giorni. 
Non è sbagliato definirlo ligure-piemontese in quanto nacque ad Alba, ma il termine “Pedemontium” venne coniato soltanto nel XII secolo. Inoltre Alba Pompeia si trovava, a quell'epoca, nella IX regione augustea, quindi in Liguria. 
Fonti storiche (Historia Augusta) sostengono “Natus est Pertinax in villa matris in Appennino”.
Storici ottocenteschi , tuttavia, ritennero di individuare una “villa patris” o “villa martis” a Vada Sabatia. 
Quel che è certo – sulla scorta anche dell'imponente documentazione fornitaci dallo storico savonese Verzellino – che di Vada Sabatia, importante porto marittimo era suo padre, Publio Elvio Successus, un liberto che commerciava in legnami e sposò Lollia Acilia, una facoltosa matrona di Alba Pompeia.
Successus chiamato “Pertinax” per la sua tenacia e pertinacia appunto nel commercio del legname e della lana riuscì a mandare suo figlio Elvio a Roma per compiere studi di Grammaticus, ma il ragazzo non era tagliato per l'insegnamento ai Pueri romani, bensì per la carriera militare.
Divenne dapprima Centurione, poi si segnalò per il suo valore di condottiero all'imperatore Marco Aurelio. Fu nominato (Eques - Cavaliere) dell'Ordine equestre, Console (storia romana) e Governatore in Britannia, Rezia, Dacia (provincia romana), Egitto (provincia romana), Siria (provincia romana), poi divenne senatore. Sotto il tiranno Commodo cadde in disgrazia e venne esiliato per un triennio a Vada Sabatia, assieme alla moglie Flavia ed al figlioletto.
Quell'esilio triennale a Vada Sabatia:
“Esilio o ritiro volontario, come si vorranno chiamare quei tre anni di forzato riposo del guerriero fu per Elvio un prezioso ritorno alle origini. 
Rinnovò i possedimenti lasciatigli dal padre e decise di ampliarli, avvalendosi della collaborazione del fratello Fabio che l'aveva accolto con gioia...
Il famoso generale, poi divenuto imperatore dei romani, ritrovò così la casa paterna e anziché demolirla e costruirne una nuova, preferì farla restaurare, forse per custodire i ricordi. Tutto intorno fece erigere nuove abitazioni, destinate a coloro che dovevano coltivare i terreni ed intrattenere i magazzini della lana...”
Storici come Capitolino, Erodiano, Cassio Dione, Eutropio, Giuliano parlano ampiamente di Pertinace e concordano sulle sue origini liguri-piemontesi.
Lo storico Giovanni Vincenzo Verzellino sottolinea, nella sua monumentale opera sui savonesi illustri, l'importanza del padre sicuramente, nato a Vada Sabatia, il quale – a detta del Verzellino – possedeva anche dei forni (alle Fornaci (Savona)?) per la fabbricazione di anfore da olio e da vino.
La realizzazione di un'area di scavo ha messo in luce un articolato sito di epoca romana con una vasta bonifica antistante gli ambienti, due canalette in muratura che portavano l'acqua in direzione dell'avvallamento bonificato e una vasca quadrangolare con pareti e fondo in tegoloni, sarebbero forse i resti sepolti di una villa romana, con due ampie stanze una a carattere residenziale con pavimentazione in mosaico, contenente crete e ceramiche, fibule e monete e l'altra a carattere agricolo contenente i resti di un frantoio per olive o uva che testimonierebbe l'uso e la produzione di olio o vino in quell'area già dall'antichità.
Si tratta - hanno spiegato gli esperti della Soprintendenza - di un rinvenimento eccezionale di grande valore storico e archeologico sia per la presenza di un'ampia superficie in mosaico perfettamente conservata, frequente ad esempio in Campania ma molto rara in Liguria, e per l'estensione dell'insediamento su più livelli, che abbraccia epoche che vanno dalla prima età imperiale fino al VI secolo.
Lo studio relativo all'insediamento e non villa romana, ha permesso di individuare una serie di crolli e il sito proprio per quegli eventi, si è conservato in ottimo stato forse, grazie a un cedimento strutturale del tetto e delle pareti che sembrano indicare una calamità naturale (terremoto o frana), che ha determinato l'abbandono dell'area intorno al II-III secolo d.C.
Un altro fatto eccezionale: non essendo stato mai successivamente ricostruito come necropoli, abitazione o per altri scopi, il complesso è rimasto sepolto e sostanzialmente immutato nel corso dei secoli.
Quello che è oggi visibile dell'insediamento non è che una minima parte di questo ampio complesso residenziale romano: gli esperti della Sovrintendenza contano di fare altre scoperte ampliando lo scavo a monte.
Nel frattempo, però, un muro di cinta lungo 80 metri a valle dello scavo è stato ricoperto.
Per ora, visto la grande area interrata nei secoli, con la costruzione di numerose villette sopra quegli scavi, si perderanno alcune di quelle testimonianze storiche.
Anche lo storico inglese Edward Gibbon nel suo monumentale "The decline and fall of the roman empire" cita ampiamente Cassio Dione, senatore contemporaneo di Pertinace, per collocare la figura di quest'ultimo anche in relazione ai possedimenti paterni di Vada Sabatia, “i suoi avversari in Senato gli rimproverarono il fatto di occuparsi delle sue terre, appartenute al padre, anche quando venne nominato imperatore. 
Attribuendo questo interesse per i possedimenti liguri, ad un neo imperatore, ad una atavica avarizia...”

#### Le difficoltà finanziarie del Comune di Savona
Il valore della scoperta, l'importanza del sito , legato alla vita dell'imperatore romano Pertinace, sono molto importanti, la figura storica dell'Imperatore Pertinace è testimoniata anche con una statua in bronzo, riproduzione della statua originale custodita nei Musei vaticani a Roma.
L'area di scavo è però oggi in forte stato di abbandono ed incuria da anni.
La scoperta degli archeologi della Soprintendenza, per quanto molto importante, si trova di fronte ad una mancanza di fondi, per valorizzare il sito da parte principalmente del comune di Savona, mentre sarebbe opportuno inserirla nel quadro di una vasta operazione di valorizzazione turistica della nostra città, coinvolgendo tutte le associazioni culturali savonesi per aprire il sito archeologico al pubblico ed alle visite.
A questo punto però l'unica ipotesi, per la Regione della Liguria, è quella di una “ricopertura” pura e semplice del sito archeologico, ciò è stato fatto parzialmente con teli.
Il sito di Legino non appartiene soltanto al comune di Savona o alla regione Liguria ma all'Italia, si potrebbe perciò riattivare il tutto, ad esempio coinvolgendo la Fondazione Ferrero di Alba poiché Pertinace nacque, come si è detto, ad Alba Pompeia, in quanto i resti della Villa sono patrimonio storico nazionale da salvaguardare, ed in qualche modo i reperti archeologici sono vicini all'Università di Savona.

### Il Vescovo e Santo, Ambrogio, "Leginese"
In questa località, secondo la tradizione intorno al 375 d.C., avrebbe sostato il vescovo di Milano sant'Ambrogio che, mentre era diretto in Gallia dove avrebbe dovuto battezzare l'imperatore Valentiniano I, fu costretto a sostare per un'improvvisa tempesta ed interrompere il viaggio per qualche tempo a Legino, facendo così per il futuro santo opera di conversione tra gli abitanti ancora in parte pagani.
In ricordo del santo vescovo, sarebbe stata poi eretta una cappella a lui intitolata che, in seguito, sarebbe stata trasformata nell'attuale chiesa parrocchiale dedicata a sant'Ambrogio, la cui presenza è già testimoniata alla fine del XII secolo nel Cartulario dei notai Cumano e Di Donato redatto tra il 1178 e il 1188, documento davvero importante che tra l'altro riporta numerosi altri riferimenti alla località di Legino.

### Il Medioevo
Tra la fine dell'età romana e gli inizi dell'Alto Medioevo, l'area di Legino fu gradualmente bonificata e le paludi scomparvero. A poco a poco, in questa zona iniziarono a sorgere i primi insediamenti abitati, aventi prevalentemente finalità agricole.
Significativi in proposito, i resti di due chiese romaniche situate lungo il rio Molinero, dedicate a sant'Anastasia e ai santi Pietro e Paolo e risalenti all'XI secolo. Successivamente furono anche edificati dei mulini, uno dei quali è ricordato da un atto del 1468.
Probabilmente, proprio dall'esistenza di tali costruzioni deriva il nome del rio Molinero,
«u Muinè», come lo chiamano ancora oggi in dialetto gli abitanti di Legino.
Nel periodo tardo-medievale Legino era collegato con la città di Savona con la strada denominata Via Antiqua che seguiva la direzione della litoranea verso l'abitato di Vada Sabatia oggi Vado Ligure.
La strada a quel tempo peraltro era l'unica che collegava l'estremo ponente della città, partiva dal centro di Savona nell'odierna zona di Piazza Giulio II, nel periodo tardo-medievale dalla zona all'esterno di porta Bellaria o porta Villana denominata così perché fuori le mura ponentine vi erano numerose campagne marchionali coltivate e governate dai villani contadini. Da lì la strada attraversava il torrente Letimbro nei pressi dell'odierna piazza della Consolazione, a S.Rita, dove fu costruito dopo l'anno Mille il ponte omonimo (Ponte della Consolazione), biforcandosi poi in due direzioni.
La direttrice primaria, passando la località denominata di Porcaria, attraversava l'ampia pianura di ponente tra l'odierno quartiere di Mongrifone nell'oltreletimbro e l'estremità occidentale della città. Proseguiva poi diritta verso il mare fino a S.Michele, e poi lungo costa alle Fornaci attraversava la località la Crocetta. Da lì saliva la collina della Rocca di Legino (oggi Via S.Antonio), attraversava il quartiere di Castagnetum Regis  (Castagneto Reale) per poi inoltrarsi tra i boschi della Strà. Tenendosi sempre lungo la dorsale collinare di ponente, scendeva verso la periferia nord della città, attraversando il torrente Lavanestro e ricongiungendosi presso Montemoro con l'omonima altra importante via di Montis Mauri (Montemauro o Montemoro), comunemente detta di Cantagalletto.
Questa altra via invece partiva da Lavaniola, vecchio borgo periferico a nord di Savona oggi denominato quartiere di Lavagnola, e attraversava la macchia boschiva tra Cantagalletto e il colle di Montemoro a ponente del Letimbro, che allora veniva denominato Lavaniola come il borgo. Essa poi raggiungeva a tutta costa sul declivio l'abitato di Cadibona (Quiliano) che denominava già l'omonimo Bocchetta di Altare (Colle di Cadibona), e continuava collegando la Val Bormida e il Piemonte con la costa.
Da Cadibona si diradavano in biforcazioni minori diverse strade in direzione di Vado Ligure, Quiliano e Savona delle quali si hanno notizie fino dal tardo periodo preromano, tutte quelle strade erano semplici mulattiere, ma nel tempo furono adeguate e ampliate per collegare le località collinari attorno a Savona con le due strade primarie. Legino era collegata da stradine minori anche con il borgo allora più importante, di Castagneto Regis, esse scendevano le colline della Strà fino alla piana del contado leginese che nel tempo assunse sempre più la forma di un borgo.
Nonostante le numerose mulattiere di collegamento, tra il periodo tardo romano e quello tardo medievale l'isolamento delle zone più interne era palese, e chi risiedeva lontano dalle vie principali, per raggiungere l'entroterra savonese dalla costa visto la penuria di strade carrabili, usufruiva della vecchia Via del Sale che da ogni zona costiera della riviera collegava il Piemonte.
La seconda direttrice della Via Antiqua invece, collegandosi fronte mare con Vado e Quiliano e con le altre strade minori che da Cadibona o Quiliano e Segno scendevano verso il litorale, fu tracciata nel tardo Medioevo per riunire le borgate costiere tra Zinola e Savona, attraversava il borgo di Legino e in direzione Vado Ligure, sul mare oltrepassava il Rio Molinero in zona Natarella. Attorno al 1353 per attraversare il torrente, nella stessa zona fu costruito un ponte ad arco unico denominato e conosciuto in seguito come Ponte Visconteo, rassomigliante ma più in piccolo a quello di Zinola denominato Punte de Pria (Ponte Di Pietra) o di Filippo Maria Visconti sul Torrente Quiliano.
Fino dall'anno Mille la frazione nella sua interezza fu un borgo di poche case, ma assunse un'importanza discreta in relazione alle attività agricole del comune di Savona, che denoterà poi il suo sviluppo nel corso dei secoli fino ai giorni nostri. Nel territorio vi erano già da prima del Mille numerosi conventi di frati Domenicani i quali agevolarono l'affermazione del cattolicesimo ecclesiastico, la dedica della chiesa parrocchiale principale al vescovo di Milano e santo (S, Ambrogio) venne accertata già fin da quel periodo.
Inoltre dello stesso periodo nella zona a ridosso della Strà sulla già citata collina del Bricco, vi era l'importante chiesa dedicata ai S.s. Pietro & Paolo di notevole fattura, oggi in rovina e priva di tetto, la presenza di quelle numerose chiese e conventi testimonierebbe perciò la presenza di un insediamento stabile ed ottimamente organizzato.
Nel Medioevo si hanno le prime conferme dell'importanza di Legino, i frati Domenicani insegnarono ai leginesi a vivere sfruttando la terra, collaborando con la popolazione che di ciò ne beneficiò facendone tesoro, ampi lotti di terreno furono strappati al pantano e alle zone paludose con grandi lavori di bonifica atti a rendere coltivabili le pianure alluvionali del Rio Molinero, inoltre i pendii delle colline furono terrazzati con numerosi muretti a secco e vennero impiantate coltivazioni di olivo e vite.

### I Colombo "Leginesi"
In una biforcazione della via Antiqua che scendeva dalla Strà in località Valcada, recentemente identificata in via Belvedere, si trova oggi ancora esistente l'abitazione denominata "Casa dei Colombo" ([Case di Cristoforo Colombo]), già di Domenico Colombo (padre di Cristoforo Colombo), dove si stabilì per diversi anni la famiglia del grande navigatore genovese e lui visse la sua giovinezza e forse vi nacque (Dopo la conferenza della storica spagnola di Madrid dottoressa Guadalupe Chocano Higueras dell’11 ottobre 2014, i cui dati raccolti sono descritti ne libro del 2016 di Franco Icardi, si può affermare con certezza che Cristoforo Colombo nasce a Savona nel 1436) (Origini di Cristoforo Colombo).. Per poter avere a disposizione il vino da vendere nella sua casa-bottega il 19 agosto 1474 
Domenico Colombo rilevò da Corrado da Cuneo, noto navigatore Sabazio, una casa, una vigna ed un podere. La cessione fu effettuata al prezzo di 250 Lire di Genova, somma che Domenico Colombo non versò mai alla famiglia Da Cuneo. Il 7 agosto 1481 Domenico Colombo affitterà la villa a Gioanni Picasso. A quel tempo la Repubblica di Genova amministrava il Savonese fino a Cadibona, controllandone le finanze ed organizzando la vita politica ed economica della zona. Legino fu proprietà intrinseca della Repubblica fino alla fine del Settecento.

### Dal Medioevo al Rinascimento
La ricca documentazione dei notai dei secoli XII e XIII ci descrive la zona come già fittamente abitata e coltivata, già fino dal 1345 data del primo statuto ed in quello del 1404 Legino (assieme a Lavagnola e Quiliano) godeva di una certa autonomia all'interno del libero comune di Savona ed eleggeva propri rappresentanti nel consiglio.
Alcuni importanti documenti che sanciscono il passaggio del potere sulla città di Savona, dai Marchesi Aleramici al libero comune, furono sottoscritti presso un palazzo di proprietà dei Vescovi presumibilmente in zona la Braia che separa la zona a mare di Legino dalle Fornaci, struttura oggi scomparsa e sostituita dall'odierno parco ferroviario "Doria".
Grazie alla favorevole posizione d'altronde, erano molto diffusi sulle colline di Legino i campi coltivati, i vigneti e gli alberi da frutta, ma anche gli oliveti e i boschi.
Il Leginese per il prof. Carlo Varaldo, costituiva a quel tempo «la zona agricola per eccellenza» grazie ad una tradizione insediativa assai antica e ad un'esposizione climatica estremamente favorevole, poteva infatti raggiungere un livello agricolo decisamente intensivo.
Secondo quanto testimonia poi Agostino Giustiniani, che scriveva nel quarto decennio del XVI secolo, la «villa di Legino, da moderni nominata Leze», allora popolata da «fuochi 275», era a quel tempo «divisa in quattro Chiese, Santa Maria, San Paolo, Santo Spirito e Sant'Ambrogio, quale è la Chiesa parrocchiale».
Ancora per il Giustiniani: «erano in questa villa più di cento ville» (cioè residenze signorili) «o sia giardini, et vi è un magnifico palazzo del Cardinal Spinola per origine genoese e s'innalza sopra la villa il monte nominato pur di Leze, in la sommità del quale vi è a' dì nostri fabbricata una Chiesa di frati Osservanti di San Dominico sotto il titolo di nostra Madonna del Monte, luogo di gran veneratione in tutto il paese».
Qualche tempo dopo, ancora, nella seconda metà del Cinquecento, il cronista savonese Giovanni Agostino Abate avrebbe testimoniato come in quella zona vi fossero molti terreni coltivati a vigneto da cui si traevano ottimi vini, la maggior parte dei quali di proprietà di cittadini di Savona che, in quell'area, vi possedevano belle torri, palazzi e case confortevoli.
Tutti gli abitanti di Legino, secondo l'Abate, erano cittadini di Savona alla stessa maniera di quelli che erano nati in città e tutto il borgo era posto sotto la giurisdizione della città di Savona, fino al ponte di Zinola.
Quello di Legino dunque, era divenuto uno dei borghi più rilevanti del territorio savonese.
Il borgo (come del resto l'intero contado savonese) cresce in modo complementare con la città, quasi in un rapporto di simbiosi; grazie all'ampia fertile pianura mostra fin dall'inizio la sua vocazione agricola. Attorno al 1500 le maggiori famiglie aristocratiche savonesi ne fanno sede di residenza ne sono testimonianza le numerosi torri, di cui è punteggiata l'intera vallata leginese, inizialmente costruite con la funzione di presidio e protezione contro le scorrerie dei Pirati Saraceni.
Le principali famiglie patrizie Savonesi sono presenti con le loro ville acquistando i terreni bonificati e investendo le loro finanze lo sfruttamento della servitù della gleba o la mezzadria in ambito prettamente agricolo. In seguito, a partire dal secolo
XVI, alcune costruzioni e cascinali iniziarono ad assumere la funzione di palazzine di villeggiatura delle nobili famiglie cittadine, nel corso dei decenni sorsero le ville Gavotti, Dabove, Multedo, De Mari (famiglia), Magliani e Lamberti (famiglia) presso la costa e, più arretrati verso l'interno, i palazzi Gavotti, Pico, Astengo, Naselli, Ferrero e Doria. Come ha rilevato Massimo Quaini, si trattava di «case rurali sparse, edificate dalle famiglie più ricche con la duplice funzione di residenza estiva e di azienda agraria, spesso di notevoli dimensioni e valore».
Dopo la definitiva sottomissione di Savona a Genova nel 1528, il territorio leginese assunse ancora maggiore importanza, in quanto le più potenti e ricche famiglie Genovesi, gli interessi principali delle quali erano legati al mare ed alla navigazione, iniziarono ad insediarsi nella piana e sulle colline leginesi, sviluppando solo come attività secondaria l'agricoltura.
Tra le più famose quella dei Doria i quali possedeva diversi lotti di terreno tra la Valcada e la Piana del Molinero, come del resto altri rami della stessa famiglia possedevano terreni in diverse parti della Liguria, la presenza diffusa di quelle famiglie ci a lasciato a testimonianza i numerosi palazzi e le ville che ancora oggi sono presenti in quei territori, i villezzi leginesi dalla parola dialettale ligure "villezzu" da villeggiatura.

### Le torri di difesa
Ancora oggi Legino è una delle zone cittadine che sono riuscite a mantenere in gran parte inalterato l'aspetto che avevano alcuni secoli fa, sul proprio territorio si possono individuare case e torri di origine quattro-cinquecentesche.
Proprio in virtù di ciò, questa località può riservare ai visitatori inattese sorprese, rivelando l'esistenza di costruzioni, seminascoste nel verde dei boschi, dall'origine antica e affascinante che qui andiamo a descrivere.
Con l'ingresso di Savona nell'orbita genovese, dopo le note vicende del 1528, la costa ligure si ritrovò in seguito esposta al rischio di possibili scorrerie da parte dei Turchi, le più famose delle quali furono poste in atto tra il 1530 e il 1565 ad opera del famigerato pirata Dragut il cui vero nome era Turghud Alì, che a capo di una piccola flottiglia di predoni, realizzò in quegli anni una serie di incursioni sulle coste italiane, compiendo ingenti saccheggi, stragi e distruzioni.
Dopo esser stato preso prigioniero a Gozo nel 1540 ed esser stato fatto schiavo, Dragut era
stato liberato pochi anni dopo dietro il pagamento di un lauto riscatto, a partire dalla fine degli anni quaranta le sue scorrerie cominciarono ad interessare le coste liguri e toscane: saccheggiò Rapallo, Laigueglia e altre località rivierasche, a quel punto i Governatori della Repubblica di Genova si preoccuparono di organizzare dei sistemi di difesa
e di avvistamento nei maggiori centri abitati sulla costa al fine di segnalare nel più breve tempo possibile l'arrivo delle navi dell'armata «turchesca e infedele».
A Legino e nelle altre zone periferiche, invece, al di fuori delle mura delle città e dei villaggi costieri, non ricevendo aiuti governativi, le famiglie savonesi e genovesi che avevano proprietà nella zona, dovettero organizzarsi come poterono, pagando di tasca propria le spese di fortificazione delle loro ville signorili, facendo costruire torri poste a guardia di esse e che, in molti casi, sono tuttora esistenti. In realtà, la funzione di questi ultimi edifici (tutti con le medesime tipologie costruttive, a pianta quadrata con coronamento aggettante su mensoloni in pietra) non era solo difensiva. Le torri, infatti, fungevano anche da abitazioni per i contadini e servivano inoltre come depositi, per conservare nel modo migliore i prodotti della terra e le derrate alimentari. Presso l'Archivio di Stato di Torino, al riguardo, sono tutt'oggi conservate numerose carte e mappe disegnate in epoca sei-settecentesca con l'indicazione precisa di queste torri e dei loro proprietari; nelle coeve carte ufficiali di Matteo Vinzoni.
In questo contesto storico sorse così la torre Pertusio vecchia ormai di cinque secoli, oggi situata al n. 1 di via Belvedere a poca distanza, tra l'altro, dalla casa che, com'è noto, fu abitata dalla famiglia di Cristoforo Colombo tra il 1474 e il 1481, situata al n.7 della medesima strada. Nelle sue vicinanze sorgono anche una decina di case di origine quattro-cinquecentesca e pure una piccola cappella dello stesso periodo, intitolata all'Immacolata Concezione, oggi cadente e abbandonata. La torre sorge in posizione isolata, a monte dell'autostrada Savona-Genova e fa parte di sistema difensivo di torri che lo pone in collegamento con l'area di Legino, la cui diagonale ha alla sua estremità orientale la torre Pertusio, a quella occidentale la torre Astengo (in via Ferriere, più vicina al mare) e, nel mezzo, le torri Cappa (in via Chiabrera), Gavotti (in piazza della Chiesa) e Vignetta (in via Vignetta).
Nel corso dei secoli, mentre la Pertusio e la Vignetta hanno continuato ad ergersi isolate, all'Astengo, alla Cappa e alla Gavotti sono state addossate, posteriormente, delle costruzioni più basse, destinate a uso abitativo. Di queste cinque torri, la Pertusio è certamente quella più grande.
Ha una pianta quadrangolare di circa 12 metri di lato e un'altezza totale di circa 12 metri. I muri perimetrali della torre, non essendo scarpati, sono di notevole spessore (circa 1,80 cm).
L'edificio s'innalza su tre piani (di cui uno parzialmente interrato) e possiede anche un ammezzato posto fra il secondo piano ed il sottotetto. I pavimenti sono in cemento e mattoni pieni. La torre fu costruita, come si è detto, intorno alla metà del Cinquecento, utilizzando pietra e malta di calce. È dotata di un tetto a quattro falde in ardesia appoggiato su quello che era l'originario terrazzo della costruzione. Si tratta, com'è evidente, di un rimaneggiamento realizzato in epoca posteriore alla costruzione della torre; e la stessa cosa si può dire della scala addossata all'esterno, sul lato
orientale. Si tratta, cioè, di due strutture che furono costruite in epoca a noi più recente, quando il pericolo delle incursioni dei pirati era ormai tramontato e si poteva pensare di utilizzare l'edificio in modo diverso rispetto all'originario, convertendolo ad uso abitativo. Il terrazzo è fornito di un parapetto in mattoni che sporge su una serie di robuste caditoie (rispettivamente nove o dieci sui lati contigui) costituite da gocciolatoi in ardesia scavata. La facciata di levante, dove si trova l'ingresso al primo piano della torre, presenta due bucature, di cui solo quella al primo piano (che appare parzialmente tamponata) risulterebbe essere originale;sulla facciata di ponente, invece, spiccano due ordini di finestre di cui cinque create in epoca recente (quelle al piano terreno sembrano essere più antiche), la facciata settentrionale non presenta bucature ad eccezione dell'ingresso alla cantina di epoca posteriore, mentre quella meridionale è, invece, caratterizzata dall'esistenza di due finestre al primo e al secondo piano. Le aperture più recenti sono state create nell'ambito dei lavori e rimaneggiamenti realizzati in epoca posteriore all'edificazione della torre (l'ultima apertura è databile con precisione al 1949) al fine di illuminare i piani della torre destinati ad abitazione ed
il vano scale. Da rilevare, ancora, la presenza all'interno della costruzione di una stretta scala caratterizzata da volte a crociera che collega i due piani superiori, dove sono situati i locali attualmente abitati, voltati a crociera nel primo piano, a padiglione al secondo piano e con solaio in legno nell'ammezzato fra il secondo piano e il sottotetto. Nel locale seminterrato, situato al pianterreno, adesso utilizzato come cantina ma in origine probabilmente collegato internamente con la torre, si trova un interessante frantoio di olive, con torchio in legno e macina in pietra. La struttura agricola qui presente dovrebbe risalire alla metà dell'Ottocento, da quanto risulta da una data incisa su una parete.

### Il periodo napoleonico
Durante la prima campagna Napoleonica, le alture di Legino furono presidiate dall'esercito Austriaco alleato dei Piemontesi, che cercavano da secoli sbocchi sul mare per contrastare la Repubblica di Genova. I Genovesi mantenendosi neutrali al conflitto, nel 1796 si asserragliarono in piccole postazioni fortificate lungo la costa e nella grande Fortezza del Priamar, con l'avanzare dei transalpini le stesse alture e i fortilizi furono teatro di schermaglie tra gli opposti eserciti, con la vittoria dei repubblicani Francesi, che si attestarono infine sulle postazioni lasciate dagli Austro-Piemontesi e dai Genovesi in fuga.
Diversi scontri avvennero nel marzo dello stesso anno sui territori, del Savonese a partire dalla battaglia per il controllo della rada di Vado Ligure dalla quale i Francesi ottennero uno schiacciante successo che aprì loro le porte di Savona, i primi combattimenti avvennero quando i Giacobini comandati dal generale Andrea Massena si avvicinarono lungo le alture tra Spotorno e Bergeggi alle fortificazioni lungo costa difese dalla Repubblica di Genova.
Circa 16000 soldati agguerriti erano in marcia da Loano al comando del generale Napoleonico, con numerosi pezzi d'artiglieria leggera e solo all'avvicinarsi facevano timore ai Genovesi, i quali pochi di numero e con solo 13 pezzi di artiglieria ma soprattutto a causa della neutralità impostagli dal governo di Genova, non sapevano come comportarsi.
Fu così che il comandante del Forte di Santo Stefano posto sulla costa della Bandita in cima a capo Vado, superiormente a Forte San Giacomo visibile ancora oggi dalla S.s. Aurelia nel comune di Bergeggi, decise di minare la fortificazione e farla saltare in aria prima dell'arrivo dei Francesi.
I Genovesi riuscirono nell'intento e fecero esplodere le mine distruggendo il forte di S.Stefano, mentre il forte di San Giacomo fu invece solo abbandonato fugacemente, i giacobini trovarono solo macerie in quello superiore e desolazione in quello inferiore, riuscirono tuttavia ad impossessarsi di alcuni pezzi di artiglieria, i più pesanti perché difficili da trasportare, abbandonati sul posto dai militari della Superba, che in fuga si attestarono nel tentativo di difesa della città di Vado Ligure dall'attacco dei Francesi, in una fortificazione costiera posta alla foce paludosa del Segno (torrente) il Forte di San Giovanni, lì avvenne uno scontro che mise alla prova i Genovesi mettendoli definitivamente in fuga fino alla fortezza del Priamar, teatro prossimo dello scontro.
Fu così che i Napoleonici arrivarono ad addentrarsi fino sulle alture sopra Savona in località Madonna del Monte, dove si attestarono ben 2400 uomini, suddivisi tra Quiliano e Legino, mentre un battaglione di 3000 uomini marciò su Savona scacciando il comando Austriaco dalla città, circa 1300 uomini si attestarono sulle alture di Monte Negino sopra il Santuario, altri nella località Madonna di Savona, i restanti operarono anche risalendo le alture tra Vado, Valleggia e Quiliano fino a raggiungere la Colla S.Giacomo nella zona delle Tagliate sullo spartiacque tra Segno (Vado Ligure), Mallare e Altare (Che fu tra l'altro scenario l'anno prima di una sanguinosa battaglia derivata da quella di Loano persa poi dall'avanguardia dei Sanculotti Francesi), circa 1000 soldati si attestarono lungo il torrente Sansobbia nell'Albisolese fino alla zona di Ellera e Stella per controllare il Sassello occupato dagli Austriaci in fuga.
Quelle posizioni strategiche tenute sulla Madonna del Monte erano situate in punti nevralgici sulla strada che porta verso l'abitato di Cadibona dove si stanziarono infine altri 2000 uomini, tagliando di fatto in due i contatti da e verso il mare, da lì i Napoleonici prepararono le offensive che, con le battaglie delle vallate della Bormida, rigettarono gli Austro-Piemontesi nella Pianura Padana e portarono al trionfo il tricolore giacobino.

### Legino libero comune
Da quei trionfi che i liguri, accolsero come una liberazione dalla vecchia ingerenza dei dogi genovesi e dalla morsa dei Sabaudi cercata da circa 250 anni, nacque così a Genova dopo il crollo della vecchia repubblica marinara, la Repubblica Ligure di ispirazione Giacobina fondata dai reduci della campagna Napoleonica del 1796. 
Legino, a seguito della prima campagna Napoleonica in Italia, sebbene fosse un piccolo borgo contadino sfrutta la caduta della repubblica di Genova e l'allontanamento dall'influenza Austro-Piemontese per formare un consiglio di saggi e notabili, sotto l'egida della neonata repubblica democratica ligure. Nel 1797 Giovanni Battista Copello, deputato Leginese al governo provvisorio di Genova, notifica agli altri membri l'atto costituzionale che sancisce i confini del comune di Savona o Dipartimento del Letimbro. Per rivalità politiche e questioni economiche, stretti nella morsa della scelta di legarsi alla confinante, ma da sempre rivale, Quiliano o al nuovo comune di Savona (per non pagare tasse e balzelli o inutili gabelle), i Leginesi decisero, attraverso un sofferto consiglio perdurato mesi e sfociato in scontri e ribellioni, di non partecipare alla municipalità di Savona. 
Il 13 luglio 1798 stabilirono di correre da soli, 5 membri del consiglio furono eletti come membri della municipalità di Legino. i loro nomi erano: GioBatta (Agostino) Giachero (poi deceduto), Nicolò Pizzardo, Giuseppe (Gaetano) Rossi, Giacomo Besio, Marco Pertuso, Antonio Del Buono.
La scarsa conoscenza amministrativa del neonato consiglio e dei suoi componenti, fallì al tentativo di organizzare la ramificazione dell'esattoria fiscale per la Repubblica. Nonostante tutto le gabelle che furono imposte ai cittadini di Legino, la situazione di stallo creò malcontenti sia a Savona che a Genova, sfociando nuovamente in ribellioni e scontri.
Il governo di Legino, pressato dei proprietari terrieri e degli organi clericali, fu messo in difficoltà dagli stessi, i quali, dopo un periodo di breve assenza dovuto all'istituzione della repubblica democratica ligure, ritrovarono gli spazi lasciati prima dell'arrivo di Napoleone Bonaparte. Tutto ciò, sommato allo spopolamento derivato dalle guerre napoleoniche, che generarono un tasso altissimo di mortalità in tutta la Liguria, anche per le malattie che decimarono soprattutto la componente maschile della popolazione, principale forza lavoro di quelle borgate contadine, portò nel giro di 10 mesi al fallimento di questa esperienza governativa, con il risultato per i Leginesi, di ritornare sui propri passi e sottostare alla municipalità di Savona, della quale tuttora fanno parte. La decisione fu tuttavia democraticamente sancita, attraverso libere elezioni del comune di Savona il 21 maggio del 1799.

### Attività militari sabaude
Verso la fine dell'Ottocento sulle alture che circondano Legino furono costruiti dai militari sabaudi diversi fortilizi, atti a creare una cintura difensiva nella parte occidentale della città di Savona. Dalla rada di Vado Ligure dovevano formare una sorta di ferro di cavallo verso il Letimbro, difeso al suo imbocco dal Priamar, per contrastare eventuali sbarchi di truppe nemiche e bloccare un'eventuale intrusione da Nord. Nel 1881 fu costruito sopra la località La Strà il Forte della Madonna degli Angeli, poco sopra l'omonima chiesetta che sormonta Mongrifone, a 232 mt.(s.l.m.), fu classificato come batteria per la sua semplice fruibilità grazie ad una strada diretta, è ancora oggi raggiungibile con qualsiasi mezzo. Esso fu inizialmente pattugliato e difeso dall'artiglieria di costa, con una serie di pezzi di svariato calibro ammodernati nel corso degli anni fino alla seconda guerra mondiale. Nello stesso periodo venne ultimato il Forte di Madonna del Monte, sulla collina omonima, nei pressi della chiesa oggi santuario degli sportivi. Opposto a quella della Madonna degli Angeli, il forte era gemello del già citato, anche se in scala più piccola ed a un'altezza inferiore, di 145 mt (s.l.m.), nel 1885 fu costruito quello più in alto, sulla strada per Cadibona, sul colle del Monte Ciuto a 420 mt (s.l.m.), scavando all'interno della collina per consentire ai genieri di creare spessi muri di cemento. Nel Forte Ciuto vi erano i pezzi d'artiglieria più grossi. Le fortificazioni vennero usate a cavallo delle due guerre mondiali come deposito di munizioni e polveriere e durante la Seconda guerra mondiale furono reimpiegate a difesa della costa di Savona.

### La seconda guerra mondiale ed il dopoguerra
Dall'inizio del conflitto il complesso dei forti collinari fu pattugliato fino all'8 settembre del 1943 dai soldati Italiani, in seguito all'armistizio fu occupato dalle SS e dai soldati del Reggimento "San Marco" della Repubblica di Salò. Nel giugno del 1940 il Forte Ciuto, subì un pesante bombardamento navale da parte della marina francese, che mise a segno ben 500 colpi contro i bersagli, danneggiando la fortificazione.
Il 12 agosto del 1944 nella zona della Strà, un bombardamento anglo-americano incentrato alla distruzione dei depositi petroliferi lungo costa e sulle colline leginesi, con un frastuono durato dieci minuti ricoprì il territorio di bombe e schegge, causando quarantuno vittime e seminando orrore, terrore e disperazione tra i pochi abitanti dell'antico quartiere. Nello stesso periodo, all'interno del Forte della Madonna degli Angeli furono fucilati, dopo processi sommari, diversi civili accusati dai nazifascisti di essere partigiani.
Nell'edificio delle vecchie scuole di Legino e nel grande parco che vi era al di fuori, alla fine della guerra fu istituito un campo di concentramento, come quelli a Segno di Vado Ligure, Varazze, Finalborgo e Cairo Montenotte.
Nel dopoguerra il territorio leginese ha subito una notevole cementificazione, senza un disegno urbanistico definito da nessuna regola precisa e soprattutto senza tener conto delle peculiarità dei luoghi. La località negli anni è stata così inglobata dalla città, divenendone un quartiere periferico a destinazione residenziale e industriale. Il vecchio nucleo abitativo, le ville d'epoca, le poche zone verdi rimaste e la storica rete di crose restano le ultime testimonianze dell'antico tessuto urbano del quartiere.

## Monumenti e luoghi d'interesse

### Architetture religiose
- Chiesa di Sant'Ambrogio, parrocchiale del quartiere
- Oratorio di Sant'Ambrogio, dove ha sede la Confraternita di Sant'Ambrogio
- Convento delle Suore di Clausura di Piazza Aragno
- Chiesa santuario degli Sportivi della Madonna del Monte
- Chiesa dei Santi Pietro e Paolo
- Ruderi della Chiesa di S.Anastasia
- Cappella di San Cristoforo

### Architetture civili
- Palazzo Mascolo Gavotti, risalente al XVI secolo
- Villa Assereto, anch'essa del 1600
- Villa Eugenia
- Villa Valdettaro
- Casa dei Colombo
- Casa dei Doria
- Villa Zanelli, edificio in stile liberty del 1907
- Ponte Visconteo alla foce del Rio Molinero

### Architetture militari
- Ex Caserma Bligny[13], trasformata nel 1992[14]  in campus Universitario[15]
- Forti costieri Ottocenteschi

### Monumenti
- Monumento ai Piloti del Canadair Morti in zona Passeggi alla Madonna del Monte. In ricordo del tragico incidente, ivi avvenuto il 27 gennaio 1989, in cui persero la vita il comandante Rosario Pierro e il navigatore Claudio Garibaldi, la Chiesa della Madonna del Monte è divenuta anche Santuario della Protezione Civile.[16]
- Monumento ai caduti delle guerre nella scuola F.Mignone

## Economia
Fin dalla sua origine l'economia del borgo si è basata sull'agricoltura. Nell'Ottocento tale attività godette di una nuova spinta, grazie agli investimenti dei proprietari terrieri che operarono in campo agricolo, dove si attestarono le coltivazioni a frutteto, lungo le pendici delle colline terrazzate. Oltre agli ulivi fecero la comparsa alberi di agrumi esportati dall'oriente denominati Chinotti. Queste particolari piante furono usate soprattutto nel campo alimentare dolciario e delle bevande fino ai primi del 900, dopodiché le due guerre mondiali contribuirono a dismettere questa attività.
Con il dopoguerra nella zona si sono insediati numerosi insediamenti industriali, tra cui i più rilevanti sono stati le ex officine Servettaz Basevi, dismesse negli anni novanta ed il deposito petrolifero costiero della Chevron Corporation (diventata poi Erg, oggi IP Gruppo api).
Negli anni ottanta si è inoltre realizzata la zona P.a.I.P. "Piano Comunale per le Aree destinate agli Insediamenti Produttivi” di Legino-Savona, distretto costituito da diverse attività produttive ed artigianali. 

## Espansione demografica e nuovi quartieri
A cavallo degli anni '50 e '60, Legino vide la costruzione dei palazzi GESCAL (Gestione Case Lavoratori), trasformando le aree agricole in zone residenziali, sulla collina denominata Piazzale Moroni poco prima della Rocca di Legino.
```
[
17
]
.
```

Nel periodo successivo a questo degli anni '70, vengono costruiti sulla collina opposta, e frontalmente alla Madonna Del Monte, i quartieri popolari di Legino 167, via Bresciana, via Quintana e via Negri, dove sono state costruite sia in edilizia popolare che residenziale, anche numerose abitazioni per i dipendenti delle Forze dell'ordine.

## Toponimi di Legino
- U Maxellu o l'Amassou - Il Macello ora mercato del pesce.
- A Canaiella - Canniccia (per le numerose canne che crescono nei rivi) zona rurale e collinare sopra il Bricco.
- Cà De Bò - Casa dei Buoi (Cascina tra la Canaiella e Conca Verde) in passato fu la cascina originaria della famiglia Bove (Giacomo Bove).
- Ciassa da Giexa - Piazza della Chiesa oggi Piazza Don Nicolò Aragno (il centro del Paese).
- Ciassa Dóia - Piazza dei Doria (lì i Doria di Genova avevano una residenza estiva).
- Costacavalli - La costa (collina) dei cavalli, oggi è una delle vecchie crose (viuzze) rimaste, è oramai accerchiata da palazzi costruiti negli anni sessanta e 70, l'origine del nome potrebbe descrivere la presenza di stalle per i cavalli delle famiglie aristocratiche o di locande della posta dove potevano essere cambiati e rifocillati i cavalli durante i viaggi.
- A Crûxetta - La Crocetta antica via litoranea che tagliava dal mare verso il centro di Legino e la piazza della Chiesa, oggi parte di essa verso Via Nizza sul mare è una via privata, la parte verso monte è invece Via Giacomo Bove.
- U Cullettu Sutta au Munte - Colletto sotto la Madonna del Monte direttamente sopra la piazza di Legino.
- E Ferrée - Le Ferrate zona collinare nei pressi di Corso Svizzera (la strada che porta all'imbocco dell'A10): da essa prende il nome Via delle Ferriere.
- Natarella - Vecchia crosa che tagliava dalla chiesa di Legino, verso la caserma dei pompieri in Via Nizza sul mare (oggi, a "causa" della ferrovia, è riconoscibile solo il tratto vicino alla Chiesa).
- A Nunsiä de Lêze - L'annunziata di Legino, dove era posta una capelletta.
- U Pólu Nord de Lêze - Polo Nord Edilizia popolare anni sessanta/80.
- A Ciabrea - Via Chiabrera la vecchia crosa che dalla chiesa di Legino portava nella zona dove risiedeva il poeta Gabriello Chiabrera.
- A Priagrossa - Via Pietragrossa, vecchia crosa che dalla chiesa di Legino saliva verso la Madonna del Monte.
- A Rócca - La Rocca di Legino (Castagnetum Regis) - antico quartiere periferico di Castagneto Reale.
- San Cristofuru de Lêze - S.Cristoforo la zona dove vi era una vecchia chiesa, era sotto la Rocca verso il deposito T.P.L.
- San Pê e San Pô de Lêze - San Pietro e S.Paolo sotto il Bricco, la Strà e la Canaiella.
- Sant'Anastasia de Lêze - Antica chiesa sconsacrata di S. Anastasia oggi parte di un edificio rurale.
- L'Oratoiu de S.Ambrogiu - L'Oratorio di S.Ambrogio, con la sua vecchia e bellissima crosa.
- A Stra'- La Strà, collina sotto la Conca Verde.
- A Vignetta - La Vignetta, chiamata così per la presenza delle numerose vigne, resta sotto la Strà e la Valcada.
- Cà di Cuppi - La Casa di Tegole, cascina rurale abbandonata sopra la zona della Chiabrera, salendo da Via Degli Ulivi, recentemente ristrutturata.
- E Cà Russe - Cascine di colore rosso importante punto della Conca Verde (Oggi rimesse a nuovo e schiarite di colore).
- U Belvedè da Valcada - La Valcada e il Belvedere dietro la Rocca sotto la Conca Verde, la zona della vecchia casa di Colombo.
- Cunca Verde - Conca Verde splendido polmone verde dei boschi.
- U Briccu - Il Bricco (Collinetta) sopra il rio Molinero.
- Leze 167 - Legge di edilizia economico-popolare che dà il nome alla zona anni 70/80.
- Marabottu - Area verde del quartiere dietro lo stadio Bacigalupo.
- Ciassò Moroni - Piazzale Moroni Edilizia popolare anni cinquanta/settanta.
- a Brescian-na - collina coltivata ortaggi, vite, ulivi che dalla Ferrea saliva verso 'i campi', proseguendo verso la Madonna del Monte. Casa colonica del 600; oggi zona occupata dai palazzi della 167
- a Massa - casa colonica tra Corso Svizzera e la Ferrovia, gode di una vista meravigliosa
- burcu de via - incrocio tra via Natarella, via Chiabrera e via Crocetta
- a Rubatta -(via degli Ulivi) collega via Chiabrera alla strada per la Madonna del Monte. Portava alle proprietà della Famiglia del pittore Gio Stefano Robatto.

## Sport
Nel quartiere ha sede il più importante impianto sportivo cittadino, lo Stadio Valerio Bacigalupo dove gioca il Savona Fbc, la squadra principale della città. A Legino si trovano anche il campo di calcio Fiorenzo Ruffinengo, le piscine dell'Amatori Nuoto Savona e gli impianti sportivi del campus universitario.

### Calcio
La società calcistica del quartiere è l'U.S.D. Legino, che attualmente gioca in promozione e disputa i match casalinghi al campo Fiorenzo Ruffinengo. Nel vivaio del Legino è cresciuto il calciatore Stephan El Shaarawy.